# Mosquito (programma televisivo)
Mosquito è stato un programma televisivo italiano andato in onda su Italia 1 dal 14 settembre 2001 al novembre dello stesso anno, con la conduzione di Gaia Bermani Amaral, e dal 2 febbraio al 28 marzo del 2002 con la conduzione di Silvia Toffanin.

## Il programma

### Messa in onda
Il programma è andato in onda per due edizioni. La prima fu condotta da Gaia Bermani Amaral, dal settembre al novembre del 2001. Originariamente pensato come quotidiano, naturale successore di Fuego e Wozzup, andava in onda da lunedì a venerdì su Italia 1 alle 15 e 30. A fronte dei bassi ascolti però, Mosquito divenne presto un settimanale.
Dopo una pausa di 2 mesi, il programma riprese dal 2 febbraio 2002, il sabato alle 17.40 su Italia 1 con la conduzione di Silvia Toffanin. L'ultima puntata fu trasmessa il 28 marzo 2002, prima della definitiva chiusura.

### Contenuti
Si trattava di un magazine di attualità per giovani; la sua particolarità era quella di essere interamente creato da giovani, tanto che la redazione stessa era composta da ragazzi sotto i 25 anni. Trattava temi di attualità leggeri, come le cure dimagranti, le malattie che colpivano prevalentemente i giovani, oltre a curiosità sui personaggi del mondo dello spettacolo. Non era previsto alcuno studio: le conduttrici effettuavano dei lanci in esterna, sul modello di altri magazine tipici della televisione giovanilista degli anni '90.
Facevano parte del cast anche la conduttrice di Top of the Pops Silvia Hsieh, Francesco Mazza, Rocco Casalino e Alvin. Anche l'attore e interprete di Pierino Alvaro Vitali fece qualche comparsata in alcuni servizi riguardanti il Grande Fratello.